# Un compagnon de longue date
Pour plus de détails, voir Fiche technique et Distribution.
Un compagnon de longue date (Longtime Companion) est un film américain de Norman René sorti en 1989 dont le scénario est écrit d'après une pièce de Craig Lucas (en). 
C'est l'un des premiers films traitant du SIDA qui fut diffusé à grande audience aux États-Unis. Le titre est tiré du journal The New York Times qui utilisa ces termes pour décrire le veuf d'un homme mort du SIDA dans les années 1980.

## Synopsis
Un groupe d'amis gays doit faire face à la maladie de l'un d'eux, atteint par le SIDA. David, son amant, l'accompagne sur les dix ans de sa maladie.

## Fiche technique
- Titre original : Longtime Companion
- Titre français : Un compagnon de longue date
- Réalisation : Norman René
- Scénario : Craig Lucas
- Musique : Greg De Belles
- Photographie : Tony C. Jannelli
- Montage : Katherine Wenning
- Production : Stan Wlodkowski
- Société de production : American Playhouse, Companion Productions et The Samuel Goldwyn Company
- Société de distribution : AFMD (France) et The Samuel Goldwyn Company (États-Unis)
- Durée : 96 minutes
- Dates de sortie : 
  - États-Unis : 11 octobre 1989
  - France : 11 novembre 1990
- Lieux de tournage : Fire Island, Long Island, New York

## Distribution
- Campbell Scott : Willy
- Patrick Cassidy : Howard
- Craig Lucas (en) : Paul
- Mary-Louise Parker : Lisa
- Stephen Caffrey (VF: Maurice Decoster) : Fuzzy
- Welker White (de) : Rochelle
- Bruce Davison : David
- Mark Lamos : Sean
- Dermot Mulroney : John
- Michael Schoeffling : Michael
- Brian Cousins : Bob
- Keith Charles (en) : Martin
- Dan Butler : Walter
- Robi Martin : Travestie
- Robert Joy : Ron
- Tony Shalhoub : Le docteur de Paul

Source : RS Doublage

## Récompenses
- Prix du public pour Norman René au Festival du film de Sundance en 1990.
- Meilleur second rôle pour Bruce Davison aux New York Film Critics Circle Awards de 1990, aux Golden Globes de 1991, aux National Society of Film Critics Awards, USA, et Independent Spirit Awards de 1991.